# 黑鰭喉盤魚
黑鰭喉盤魚（學名：Gobiesox nigripinnis）為輻鰭魚綱喉盤魚目喉盤魚科的其中一種，分布於中西大西洋的委內瑞拉及千里達海域，本魚蝌蚪狀，頭寬，扁平，感覺乳突發育不良，上唇緣及上唇上方吻部無感覺乳突，前鼻孔具2裂鼻翼，上唇寬，前部比兩側寬得多，上顎前部具深圓錐形齒，兩側具犬齒或圓錐形齒，下頜前部具2排圓形尖門齒，側部具一排彎曲的犬齒，背鰭鰭條13-14枚、臀鰭鰭條7-8枚、胸鰭鰭條23-25枚，腹鰭喉位，與周圍的皮褶特化成一吸盤，吸盤較大，無鱗片，頭部側線發達，身體上側線不明顯，體基底色為淺灰褐色，頭部上部和身體佈滿大片密集的深色斑點，這些斑點會變成沿身體縱向延伸的黑色條紋，背鰭基部前方有一個深褐色斑點，縱鰭顏色較深，外緣為白色，體長可達6.2公分，屬底棲性魚類，棲息在礁石區，生活習性不明。